# Nicolas Fouquet
Nicolas Fouquet [ejtsd: nikolá fuké] (Párizs, 1615. január 27. – Pinerolo, 1680. március 23.) francia pénzügyminiszter. 

## Élete
Pályája kezdetén Mazarint szolgálta, akit a Fronde ellen is támogatott. Ezért 1653-ban a pénzügy főintendánsává lett, és ebben az állásában a bíboros által folytatott háborúk költségeinek fedezéséről kellett gondoskodnia. Eközben azonban a saját vagyonát növelte tisztességtelen módon, a fényűzés és hatalom utáni vágytól hajtva, Mazarin bukására tört. Ezt a célt azonban nem érhette el, a bíboros halála után pedig nem ő, hanem Colbert lett XIV. Lajos pénzügyminisztere. Fouquet, bízva az özvegy királyné kegyében, most sem hagyott fel fondorlataival. A pénzben szűkölködő ifjú király felbőszült a miniszter mértéktelen és kirívó fényűzésén, és még abban az évben (1661 szeptemberében) utasítást adott Fouquet letartóztatására. Az őrizetbe vételt Lajos bizalmasa, Charles d’Artagnan testőrkapitány végezte. A kegyvesztett pénzügyminiszter helyére Lajos a hozzá feltétlenül lojális Colbert-t állította. Fouquet ellen vizsgálat indult, megvádolták állami pénzek hűtlen kezelésével, és királyi engedély nélkül végzett erődépítéssel. Ezt Lajos a saját személye elleni összeesküvésnek, tehát felségárulásnak minősítette. Három évig húzódó per után a törvényszék végül számkivetésre itélte, az ítéletet azonban a (halálos ítéletre számító) király élethossziglani fogságra változtatta. Fouquet a pignerol-i (pinerolói) vár börtönében halt meg.

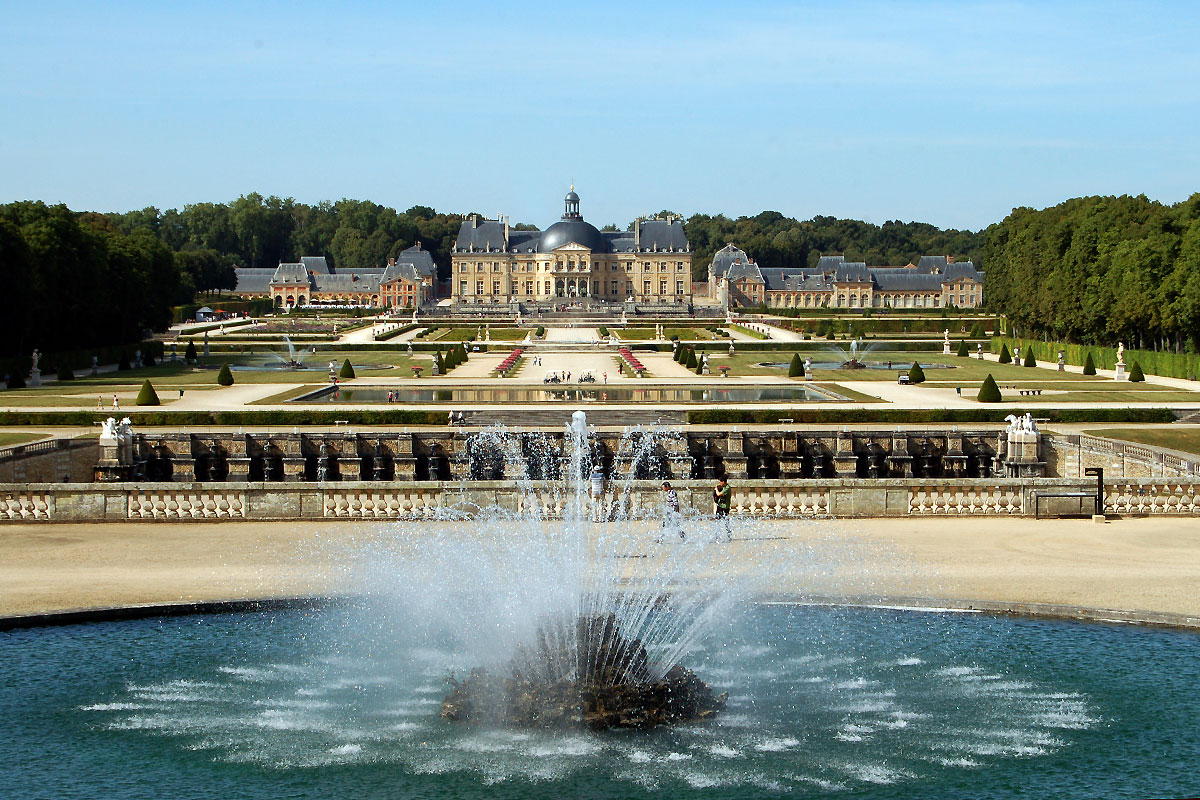
Kastélya, Vaux-le-Vicomte és parkja

## Kapcsolódó szócikk
- François Vatel